# 꼬등어
꼬등어(영어:GGO DEUNG O)는 부산의 시어(市魚)인 ‘고등어’를 모티브로한, ㈜디자인부산 고유의 디자인팬시리빙 브랜드 ‘디자인아이비’ 캐릭터 라인 중 하나이다.
최초 캐릭터 디자인은 2012년 말에 진행이 되었다. 부산 시어로 ‘고등어’가 지정되고 물고기 캐릭터 디자인들 중에서도 차별화 할 수 있는 부분이 무엇이 있을까 고민하다 곳곳을 여행한다는 컨셉의 두 발이 달린 고등어 캐릭터를 탄생시키게 되었다. 그 후, 캐릭터 성격 및 스토리를 부여하고 부산의 사투리 특성을 반영한 ‘꼬등어’란 이름도 확정 짓게 되었다.
발 달린 꼬등어와 더불어 꼬등어 친구인 매기, 나비, 꽃께씨까지 총 4가지의 캐릭터가 있다. 키덜트 문화의 성장에 힘입어 발 달린 꼬등어의 브랜드 입지를 구축하기 위해 각종 캐릭터 상품과 게임, 애니메이션 등을 선보였다. 이어 온·오프라인 35곳 이상의 샵을 통해 위탁판매를 진행하며 좋은 반응을 얻고 있으며 글로컬 캐릭터로써의 성장을 위해 해외까지 꾸준히 사업 확장 중이다. 또한, 굿디자인, It-Award, 부산 관광 기념품 공모전 동상, 부산시어고등어브랜드화 유공 표창을 수상하며, 부산대표관광기념품 10선에 선정되기도 했다.

## 창작연월일
2012년 11월 2일(저작권등록번호 제 C-2014-032281-2 호)

## 캐릭터
호기심으로 똘똘뭉친, 두 다리로 여행을 즐기는 기본 컨셉으로 겁이 많지만 단순함과 호기심이 더욱 앞서 여기저기 조심스레 돌아다닌다. 즐겁지만은 않은 여행길, 위기에 몰려 울고 싶을 때도 한 두 번이 아니지만 특유의 엉뚱함으로 매번 위기를 탈출하는 꼬등어는 친구들과 함께 오늘도 두 발로 땅을 짚으며 도시를 헤엄친다.
- 꼬등어(GGO DEUNG O)

```
단순함으로 무장한 왕성한 호기심, 겁 많은 여린 마음, 허당끼 충만한 엉뚱함이 매력 포인트다. 취미는 신발을 수집하는 것이며, 발로 뭐든지 해결하려하는 특기도 장착하고 있다. 빛나는 두 눈, 짧은 다리와 푸른 등이 있다면 어디든 갈 수 있는 심장테러범이다.
```

- 매기(MAEGEE)

```
‘
새우깡
’ 덕후. 시종일관 시크한 매기는 당황하거나 곤란하면 날개로 목을 긁적이는 게 버릇이다. 가끔 무심히 날아가 버리는 바람 같은 매기 덕에 ‘나, 지금 누구랑 얘기 하는 거니?’하는 상황이 자주 발생한다.
```

- 나비(NABEE)

```
퉁명스럽고 새침하지만 무심하게 꼬등어를 챙겨주는 ‘츤데레’의 정석. 오랜 채식 생활에 볼이 조금 패였지만 표정없고 도도한 매력에 자갈치 아지매들의 사랑을 독차지하는 스타 고양이다.
```

- 꽃께씨(KKOT KKEA C)

```
아무도 그의 이름을 몰라 ‘꽃께씨’로 유명하다. 가장 친한 ‘꼬등어’만 유일하게 알고 있지만 이름이 많이 긴 탓에 ‘꽃께씨’라 불러준다. 허세가 많지만, 겁은 두 배로 많은 귀여운 장난꾸러기다.
```

## 캐릭터 상품

### 개요
2013년 노트, 볼펜 등 문구제품 출시를 시작으로 2014년에는 제품군을 확대 개발해 2015년, 보다 다양한 꼬등어 캐릭터 상품들이 출시되었다. 2016년에는 홍보용 미니 게임 출시 및 뉴미디어용 애니메이션이 개발되었으며 서브 캐릭터 상품들도 파생적으로 개발 되어 2017년 출시되었다

### 종류
디자인 문구를 필두로, 리빙, 여행, 패션잡화 상품으로 확장해 꿀잠쿠션, 여권케이스, USB 메모리, 에어팟 케이스 등 총 50개 이상의 상품들이 판매되고 있다.

## 해외진출
꼬등어 캐릭터는 현재 중국, 일본, 베트남 등에 진출해 애니메이션 방영 및 상품 판매가 이뤄지고 있다.

## 애니메이션
‘발 달린 꼬등어’ 컨셉 애니메이션
‘발 달린 꼬등어' 컨셉 애니메이션은 3D 형식으로 각 회당 15초 총 20편 영상으로 구성되어있고, 무언극의 전체 관람가 감성 코미디물이다. 캐릭터가 돋보이는 심플한 배경과 소품에 15초의 짧은 영상에서의 빠른 공감과 재미를 줄 수 있는 옴니버스형식의 에피소드들을 선별해 구성했다. 네이버TV, YouTube, 인스타그램, 페이스북에서 시청 가능하다.
1~4화
5~7화
8~10화
11~13화
14화~16화
17화~20화
통합본
‘발 달린 꼬등어’ 생존시리즈
2017년 7월 21일부터 매주 금요일 2편씩 공개되었다. 컨셉 애니메이션 이후 1년만의 신작이다. 꼬등어 애니메이션은 Full HD 3D 형식으로 각 회당 30초 총 30편 영상으로 구성되어있고, 무언극의 상황 코미디물로 남녀노소 모두가 즐길 수 있는 전체관람극이다. 메인 캐릭터인 ’꼬등어‘를 비롯해 꼬등어 친구인 나비, 매기, 꽃께씨. 볼매 캐릭터들의 위험천만 고군분투 인간세상 적응기 컨셉의 귀여운 감성 코미디이다. 네이버TV, YouTube, 인스타그램, 페이스북에서 시청 가능하다.
1~2화
3~4화
5~6화
7~8화
9~10화
11~12화
13~14화
15~16화
17~18화
19~20화
21~22화
23~24화
25~26화
27~28화
29~30화
1~30화 통합본

## 모바일 게임[1]
꼬등어의 신발수집 컨셉의 육성아케이드 홍보용 미니게임이다. 총 챕터 3(바다, 해변, 시장), 레벨 36의 단출한 구성 속에서도 캐릭터 특성을 잘 보여줄 수 있는 애니메이션 효과를 접목했다. 게임의 주요 특징으로는 심플하고 귀여운 그래픽과 단순 터치를 통한 쉬운 조작법, 그리고 능력치가 다른 먹이와 친구 아이템을 활용해 적들을 피하는 재미를 꼽을 수 있다.
‘발 달린 꼬등어‘
안드로이드ver
아이폰ver

## 모바일 이모티콘
라인스토어 내 '꼬등꼬등한 꼬등어의 일상' 모바일 이모티콘 출시되었다. 라인 메신저를 통해 사용 가능하며, 일상 생활 속 자주 쓰이는 감정 표현 형태의 구성을 담았다.
‘꼬등꼬등한 꼬등어의 일상‘ 

## 수상[2]
- 2015년, 대한민국 최고의 디자인 전문가(CEO) 70인이 선정한 작품에 대해 수여하는 "제 4회 it-Award Design Leader’s choice에서 시각디자인부문 본상 수상"[3]

- 2015년, 산업통상지원부가 주최하고 한국디자인진흥원이 주관하는 GOOD DESIGN에서 "시각디자인 부문 본상 수상"[4]

- 2016년, 부산의 관광지와 축제, 행사 등을 기념할 수 있는 "제 18회 부산관광기념품 공모전에서 동상 수상"[5]

- 2017년, 부산광역시가 주최한 "2017 부산시어고등어브랜드화 유공 표창 수상"[6]

- 2018년, 부산산업디자인전람회 '발 달린 꼬등어:생존시리즈" 애니메이션 특선 수상

- 2019년, 부산광역시가 주최한 "부산대표관광기념품 10선 선정"[7]